# Drosophila upoluae
Drosophila upoluae este o specie de muște din genul Drosophila, familia Drosophilidae, descrisă de Malloch în anul 1934.
Este endemică în Samoa. Conform Catalogue of Life specia Drosophila upoluae nu are subspecii cunoscute.